# Приповести Барда Бидла
Приповести Барда Бидла (енгл. The Tales of Beedle the Bard) је књига дечијих прича коју је написала Џ. К. Роулинг. Ова књига је поменута у причи Хари Потер и реликвије Смрти, последњој књизи из серијала о Хари Потеру.
У почетку је направљено само седам копија књиге, а сваку од њих је ручно израдила и илустровала Роулингова. Један од тих примерака је 2007. понуђен на аукцији за 300 хиљада фунти; а на крају га је Amazon.com продао за 1,95 милиона фунти, што је била највећа цена понуђена на аукцији за један модеран рукопис. Новац зарађен продајом књиге, дониран је хуманитарној организацији The Children's Voice.
Књига је први пут пуштена у продају 4. децембра 2008. године, а зарада књиге се донира организацији Лумус.

## У Хари Потер серијалу
Приповести Барда Бидла су први пут споменуте као измишљена књига у Хари Потер и реликвије смрти, последњем Хари Потер роману. Албус Дамблдор, бивши директор чаробне школе Хогвортс, је ту књигу оставио Хермиони Грејнџер. Описана је као популарна збирка бајки за чаробњачку децу, због чега Рон Визли већ зна приче из те књиге, док се Хари Потер и Хермиона Грејнџер са њима нису упознали због свог одрастања изван чаробњачког света.
Књига коју је Хермиона добила од Дамблдора, је примерак првог издања књиге. Описана је као књига прастарог изгледа, „понегде замрљана и огуњена”. У роману је речено да књига на корицама има наслов написан рунама.
Књига је коришћена као средство којим се представљају Реликвије Смрти. Изнад бајке „Прича о три брата”, Хермиона је пронашла симбол за чије значење Ксенофил Лавгуд касније утврђује да се ради o симболу Реликвија. Троугао из симбола представља невидљиви огртач, круг представља Камен васкрснућa, a линија у средини Старозовни штапић.
Ta три предмета су такође споменута и у самој бајци, па припадају браћи Певерел, за које се касније открије да су Харијеви преци.
Увод (који је написала Роулингова) у издању из 2008. спомиње да је измишљени лик Бард Бидл рођен у Јоркширу, да је живео у 15. веку и да је гајио изузетно бујну браду.